# Nils Carnbäck
Nils Patrik Carnbäck, född 27 september 1997 i Näsets församling i Göteborg, är en svensk professionell ishockeyspelare som spelar för Karlskrona HK i Hockeyallsvenskan. Han har tidigare i sin proffskarriär spelat för Växjö Lakers HC, IF Troja-Ljungby och Varberg HK. Han är son till den före detta ishockeyspelaren Patrik Carnbäck.

## Meriter (i urval)
- 2018 - SM-guld i SHL
- 2017 - SM-silver i J20 Superelit